# Марина Рошча (район на Москва)
Марина Рошча (на руски: Ма́рьина ро́ща) е административен район на Североизточен окръг в Москва.